# De frente, marchen
De frente, marchen es una película de comedia de 1930, dirigida por Edward Sedgwick y Salvador de Alberich, escrita por este último junto a Richard Schayer, está basada en el cuento The Big Shot de Al Boasberg y Sidney Lazarus, en la fotografía estuvo Leonard Smith y los protagonistas son Buster Keaton, Conchita Montenegro y Romualdo Tirado, entre otros. El filme fue realizado por Metro-Goldwyn-Mayer (MGM), se estrenó el 11 de diciembre de 1930. Esta película es la versión española de la película Doughboys.

## Sinopsis
Canuto, un individuo perezoso de la alta sociedad, se enamora de una mujer, pero ella no tiene interés en él, hasta que se incorpora accidentalmente en el ejército.